# اتامباگولا
اتامباگولا (به لاتین: Etambagolla) یک منطقهٔ مسکونی در سری‌لانکا است که در استان مرکزی (سری‌لانکا) واقع شده‌است.